# Aeronautica Umbra Trojani AUT.18
AUT.18 là một mẫu thử máy bay tiêm kích của Ý, do hãng Aeronautica Umbra chế tạo ngay trước khi Chiến tranh thế giới II kết thúc.

## Tính năng kỹ chiến thuật (AUT.18)
Đặc điểm tổng quát
- Kíp lái: 1
- Chiều dài: 8,56 m (28 ft 1 in)
- Sải cánh: 11,5 m (37 ft 9 in)
- Chiều cao: 2,88 m (9 ft 5 in)
- Diện tích cánh: 18,70 m2 (201 ft2)
- Trọng lượng rỗng: 2,320 kg (5,110 lb)
- Trọng lượng có tải: 2,975 kg (6,560 lb)
- Powerplant: 1 × Fiat A.80 R.C.41, 780 kW (1,044 hp)

Hiệu suất bay
- Vận tốc cực đại: 480 km/h (300 mph)
- Tầm bay: 800 km (500 dặm)
- Trần bay: 10.000 m (32.800 ft)

Vũ khí trang bị
- 2 x súng máy Breda-SAFAT 12,7 mm (0,500 in)